# ALL RIGHT (酒井法子の曲)
『ALL RIGHT』（オールライト）は、1989年11月21日に発売された酒井法子の12枚目のシングル。

## 解説
「ALL RIGHT」はシンガーソングライターの遠藤響子が初めて酒井に提供した曲。
プロモーション・ビデオは世界初となるデジタル・ハイビジョン方式で撮影され、撮影から編集までデジタル作業で行なわれた。
週間オリコンチャート上においては第10位を記録（売上5.0万枚）、登場週数は8週。

## 収録曲
1. ALL RIGHT (4:52)
作詞・作曲:遠藤京子、編曲:船山基紀
2. 恋の場面 (4:32)
作詞:来生えつこ、作曲:来生たかお、編曲:船山基紀
3. ALL RIGHT（オリジナル・カラオケ）(4:52)
4. 恋の場面（オリジナル・カラオケ）(4:34)

## 収録アルバム
- My Dear/NORIKO Part V
- Singles 〜NORIKO BEST〜
- TWIN BEST
- Asia 2000〜Words Of Love〜
- The Best Exhibition　酒井法子30thアニバーサリーベストアルバム
- GOLDEN☆BEST 酒井法子
- NORIKO BOX 30th Anniversary Mammoth Edition
- Premium Best